# Anna Lena Holm
Anna Lena Holm (Gävle, 1941 - 14 januari 2014) was een Zweeds bibliothecaresse en musicologe.
Holm groeide op in Stockholm. In haar jeugd ontwikkelde ze een groeiende interesse in muziek, waardoor ze koos voor een studie musicologie aan de Universiteit van Uppsala. Na haar studie werd zij assistent bij het project Répertoire international des sources musicales dat zich richtte op het beschrijven van muziekbronnen van vóór 1800. Bij de bibliotheek van de Kungliga Musikaliska Akademien zette zij haar werkzaamheden voort tot aan haar pensioen in 2007.
Ze heeft ook de vocale werken van componist Johan Helmich Roman gecatalogiseerd met een HRV-nummer.